# Alexander Theo
Alexander Theo (ur. 11 lutego 1969) – liberyjski piłkarz występujący na pozycji obrońcy.

## Kariera klubowa
W swojej karierze Theo występował między innymi w południowoafrykańskim zespole Bloemfontein Celtic FC.

## Kariera reprezentacyjna
W reprezentacji Liberii Theo zadebiutował w 1988 roku. W 1996 roku został powołany do kadry na Puchar Narodów Afryki. Zagrał na nim w meczu z Zairem (0:2), a Liberia zakończyła turniej na fazie grupowej. W kadrze narodowej od 1988 do 1996 wystąpił 8 razy i strzelił 1 gola.